# Верхняя Ошма
Верхняя Ошма — село в Мамадышском районе Татарстана. Административный центр Верхнеошминского сельского поселения.

## География
Находится на реке Ошма, в 18 км к западу от города Мамадыша.

## История
Известно с первой половины XVII века. В XVIII – первой половине XIX века жители относились к сословию государственных крестьян. Их основные занятия в этот период — земледелие и скотоводство.
В «Списке населенных мест по сведениям 1859 года», изданном в 1866 году, населённый пункт упомянут как деревня Верхняя Ошма (Ермакова) 2-го стана Мамадышского уезда Казанской губернии. Располагалась при речке Ошме, на почтовом тракте из Мамадыша в Казань, в 14 верстах от уездного города Мамадыша и в 19 верстах от становой квартиры в казённой деревне Ахманова (Ишкеево). В деревне, в 95 дворах жили 605 человек (290 мужчин и 315 женщин), была мечеть.
В начале XX века здесь действовали 2 мечети, 2 мектеба, 2 водяные мельницы, крупообдирка, 4 мелочные лавки. В этот период земельный надел сельской общины составлял 824,4 десятин.
До 1920 года село входило в Старо-Кумызанскую волость Мамадышского уезда Казанской губернии. С 1920 года в составе Мамадышского кантона ТАССР. С 10 августа 1930 года в Мамадышском районе.
В 1931 году в селе был образован первый колхоз. В 1973 году был реорганизован в совхоз «Ошминский», в 1994 году — в коллективное предприятие «Ошма», в 2002—2005 годах сельскохозяйственный производственный кооператив «Ошма».

## Население
| 1782 | 1859 | 1897 | 1908 | 1920 | 1926 | 1938 | 1958 | 1970 | 1979 | 1989 | 2002 | 2010 | 2017 |
| ---- | ---- | ---- | ---- | ---- | ---- | ---- | ---- | ---- | ---- | ---- | ---- | ---- | ---- |
| 75   | 605  | 911  | 1087 | 1069 | 1046 | 925  | 721  | 754  | 667  | 567  | 487  | 460  | 405  |

Национальный состав села — татары.

## Экономика
Жители занимаются полеводством, молочным скотоводством.

## Инфраструктура
В селе действуют школа, детский сад (с 1977 г.) фельдшерско-акушерский пункт (медпункт с 1933 г.), дом культуры (клуб с 1964 г.), библиотека (основана в 1953 г. как изба-читальня).

## Религия
Мечеть «Фатыйх» (с 1994 г.).